# Суэло
Дэниел Джеймс Шеллабаргер (англ. Daniel James Shellabarger), родившийся в 1961 году в городе Арвада (пригород Денвера), известный также как Суэло (Suelo) — американский опрощенец, с осени 2000 года не использующий деньги.
В настоящее время живёт в пещере около города Моаб штата Юта, питаясь дикими ягодами и мясом животных, сбитых машинами на дорогах, либо кочует по стране.
Суэло получил известность в октябре 2009 года, когда про него напечатали в журнале «Details». Позже эту тему подхватили веб-сайты «The Guardian» в Великобритании, «Хаффингтон пост» и «Matador Change». В сентябре 2009 года Суэло дал интервью «Би-Би-Си», в ноябре того же года — газетам «The Denver Post» и «Brazilian INFO».
В дальнейшем его история была опубликована многими новостными агентствами и веб-сайтами по всему миру. В 2006 году Суэло стал героем биографического видеофильма «Безденежный в Моабе» (англ. Moneyless in Moab), снятого Гордоном Стевенсоном (Gordon Stevenson), в 2009 г. — ещё одного фильма: «Нулевая валюта» (англ. Zero Currency) Брэда Барбера (Brad Barber), а в 2010 г. — «KBYU’s Beehive Stories» (тоже Брэда Барбера).
В 2012 году в издательстве «Riverhead/Penguin» вышла биография Суэло под названием «Человек, свободный от денег» (англ. The Man Who Quit Money), написанная Марком Сандином (англ. Mark Sundeen). Суэло же заявил, что не примет никаких гонораров от издания этой книги. Марк Сандин также выпустил короткометражный фильм о Суэло, вышедший на «BBC News Online».
Суэло — один из немногих людей, добровольно живущих без денег. В их числе также: Хайдемари Швермер (Heidemarie Schwermer), Марк Бойл (англ. Mark Boyle) (в блоге которого Суэло оставил запись в январе 2011 года) и Томи Астикайнен (Tomi Astikainen).